# An cung ngưu hoàng

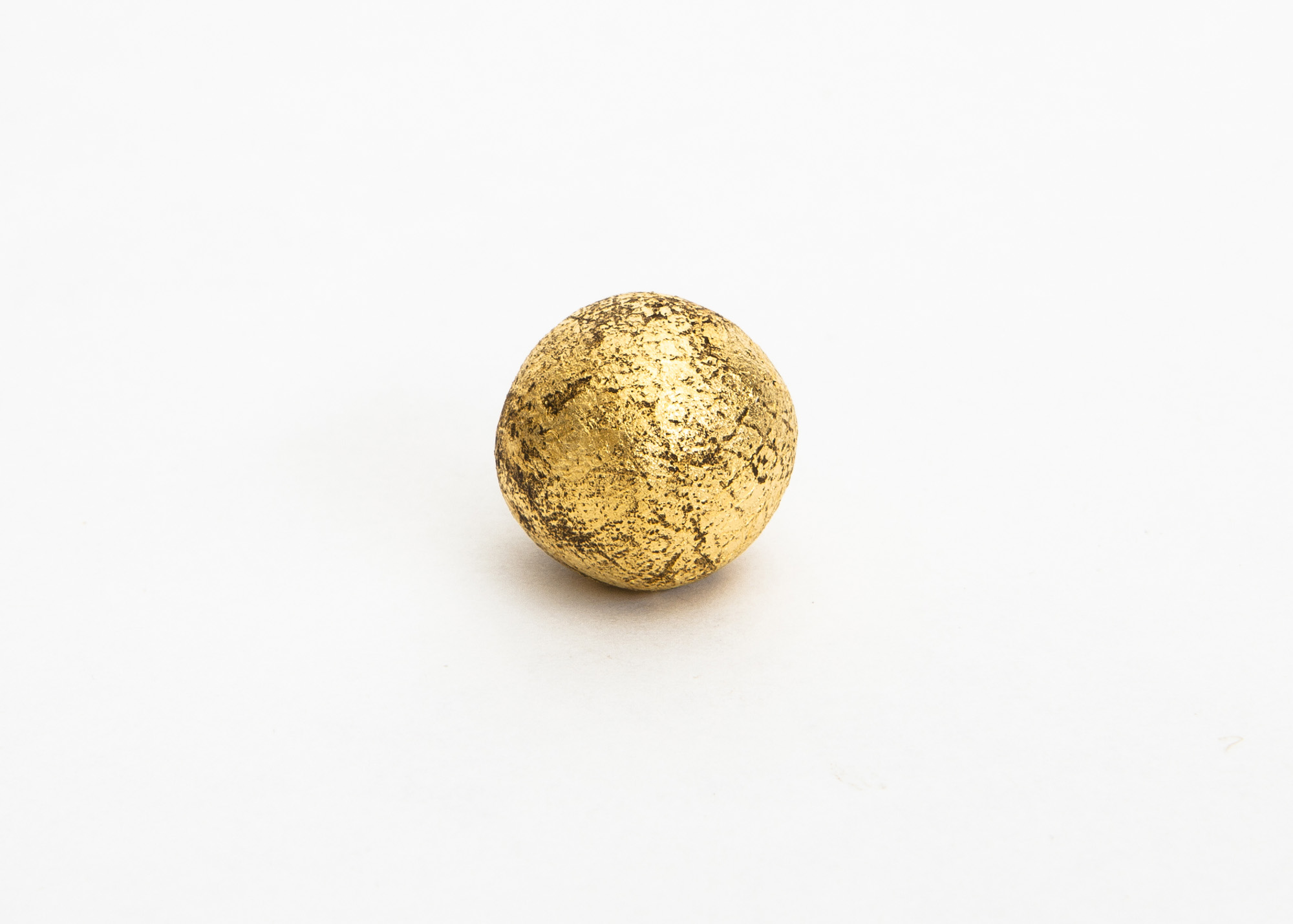
Vũ hoàng thanh tâm An cung ngưu hoàng hoàn

An cung ngưu hoàng hoàn (tiếng Trung: 安宫牛蟥丸, Ān gōng niúhuáng wán) là tên của một bài thuốc độc đáo và nổi tiếng của y học cổ truyền Trung Quốc. Tác giả của nó là danh y Ngô Cúc Thông (吴鞠通), đời Thanh của Trung Quốc. Thuốc được bào chế dưới dạng viên hoàn, dùng để uống.

## Công dụng
Theo dược học cổ truyền, An cung ngưu hoàng có công dụng đặc biệt trong việc thanh nhiệt giải độc, trấn kinh khai khiến, chuyên trị ôn nhiệt bênh, trừ đàm, hạ nhiệt, giải độc, trấn tĩnh, chống co giật do sốt cao gây nên, chống viêm tiêu thũng, hạ huyết áp người bệnh và đặc biệt là có tác dụng hồi tỉnh, phục hồi tế bào não bị tổn thương trong trường hợp bị hôn mê, rối loạn ngôn ngữ, bại liệt do đột quỵ não.
Đây là một trong ba phương thuốc khai trọng yếu (lương khai tam bảo hay ôn bệnh tam bảo) cùng với chí bảo đan và tử tuyết đan, là một trong các loại dược vật cấp cứu hữu hiệu của nền Y học cổ truyền. "Cung" chỉ tâm bào, tâm bào chính là cái màng ở ngoài bọc lấy tim; ôn nhiệt độc tà nội hãm, khi xâm phạm vào tâm, trước hết là tác động đến tâm bào. Nếu như nhiệt tà quá thịnh sẽ làm nhiễu loạn thần minh mà dẫn đến tình trạng thần hôn thiềm ngữ. An cung ngưu hoàng có những khả năng thanh hóa đàm nhiệt nội hãm tâm bào, nhiệt thanh đàm hóa thì tâm thần tất sẽ an, vì thế mà gọi là "an cung".
Trong phương dược thì ngưu hoàng, tê giác và xạ hương có công dụng tốt trong việc thanh tâm tả hỏa giải độc, dục đàm khai khiếu, tức phong định kính, là quân dược; hoàng cầm, hoàng liên, sơn chi thanh nhiệt tả hỏa giải độc; mai phiến phương hương; khứ uế uất kim tán tà hỏa, thông khai bế; chu sa,trân châu và vàng lá trấn tâm an thần; mật ong hòa vị điều trung.

## Chống chỉ định
An Cung Ngưu Hoàng có những thành phần hoàn tán như xạ hương, ngưu hoàng, sừng trâu... là những vị thuốc mang tính hàn (lạnh), cho nên những người bị bệnh ở thể hư hàn (thân nhiệt giảm) thì tuyệt đối không sử dụng, nếu sử dụng sẽ khiến cho bệnh nặng lên. Còn, những trường hợp ở thể nhiệt (nóng) thì có thể sử dụng.
Ngoài ra, theo Cục Quản lý dược Việt Nam, thuốc An Cung Ngưu Hoàng "chống chỉ định đối với các trường hợp: tai biến mạch máu não thể thoát chứng, viêm não thể thoát chứng và thể chảy máu vào não thất của tai biến mạch máu não; phụ nữ có thai; người suy giảm chức năng gan, thận".